# Yusup Abrekov
Yusup Abrekov, né le 18 septembre 1985, est un coureur cycliste ouzbek. Il a notamment remporté le Jelajah Malaysia en 2012.

## Palmarès et résultats

### Palmarès par année
- 2006
  - 2e du championnat d'Ouzbékistan sur route
- 2009
  - 3e du championnat d'Ouzbékistan sur route
- 2010
  - 3e du championnat d'Ouzbékistan sur route
- 2012
  - Classement général du Jelajah Malaysia
- 2013
  - 2e du championnat d'Ouzbékistan sur route
- 2014
  - 3e du championnat d'Ouzbékistan sur route
- 2015
  - 3e du championnat d'Ouzbékistan sur route

### Classements mondiaux
| Année         | 2005 | 2006 | 2007 | 2008 | 2009 | 2010 | 2011 | 2012 | 2013 | 2014 | 2015 |
| ------------- | ---- | ---- | ---- | ---- | ---- | ---- | ---- | ---- | ---- | ---- | ---- |
| UCI Asia Tour | 78e  | 66e  | 139e |      | 88e  | 123e | 69e  | 44e  | 98e  | 189e | 172e |